# Unistalda
Unistalda, amtlich portugiesisch Município de Unistalda, ist eine Kleinstadt und politische Gemeinde im brasilianischen Bundesstaat Rio Grande do Sul. Sie liegt 495 km westlich der Hauptstadt Porto Alegre. Die Bevölkerungszahl wurde zum 1. Juli 2019 auf 2338 Einwohner geschätzt, die auf einer großen Gemeindefläche von rund 602,4 km² leben und Unistaldenser (unistaldenses) genannt werden. Sie steht an 422. Stelle der 497 Munizips des Bundesstaates.

## Geographie
Umliegende Gemeinden sind Santiago, Itacurubi, Maçambara, São Borja und São Francisco de Assis.
Die Stadt hat tropisches, gemäßigtes Klima, Cfa nach der Klimaklassifikation nach Köppen und Geiger. Die Durchschnittstemperatur ist 19 °C. Die durchschnittliche Niederschlagsmenge liegt bei 1817 mm im Jahr, der Niederschlag ist auch im Südwinter noch hoch.

## Geschichte
Aus einer Eisenbahnbaustelle entstand eine kleine Ansiedlung, später Vila de Unistalda, die auf dem Gebiet des Munizips Santiago lag. Die Entwicklung verlief langsam, 1995 wurde der Ort unter Selbstverwaltung gestellt.

## Söhne und Töchter der Stadt
- José Mário Scalon Angonese (* 1960), römisch-katholischer Erzbischof von Cascavel